# George Clifford de Cumberland
George Clifford  (Castillo de Brougham, Westmorland, 8 de agosto de 1558 - The Savoy, Middlesex, 30 de octubre de 1605), fue un noble y cortesano inglés, aventurero, navegante y corsario. Fue el tercer conde de Cumberland.

## Biografía

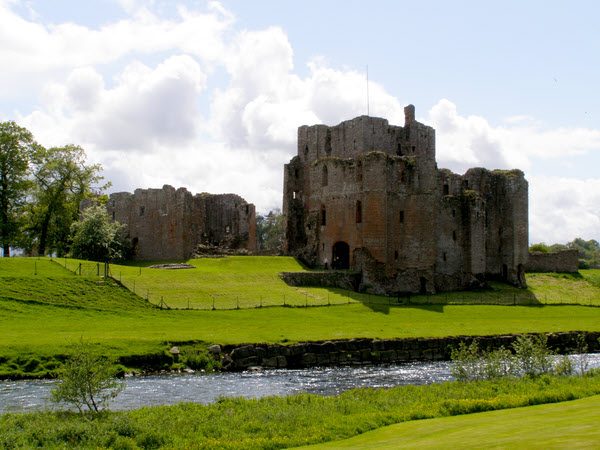
Castillo de Brougham, lugar de nacimiento de George Clifford, una residencia de la familia de los barones de Clifford desde finales del siglo XIII

Clifford nació el 8 de agosto de 1558 en el castillo de Brougham, en Westmorland, hijo y heredero de Henry Clifford, 2.º conde de Cumberland.
Los barones de Clifford provenían de una rama menor de los barones feudales de Clifford Castle en Herefordshire, quienes se habían establecido a finales del siglo XIII en el castillo de Appleby en Westmorland en el norte de Inglaterra. En 1570, antes de cumplir los 12 años, quedó huérfano a la muerte de su padre, sucediéndole en los títulos. Su custodia le fue confiada a Francis Russell, II conde de Bedford, pasando a continuación a residir en Woburn o Chenier. En 1571, con 13 años de edad, fue inscrito como noble en el Trinity College de Cambridge. Continuó estudios en la Universidad de Oxford —teniendo como tutor a John Whitgift, que más tarde se convirtió en arzobispo de Canterbury—, dedicándose especialmente al estudio de las matemáticas y la geografía, una ciencia que sería muy valiosa en su carrera posterior en el mar.
Su padre y Francis Russell habían dispuesto, aún en la infancia de ambos, el matrimonio de George Clifford con la hija de este último, lady Margaret Russell, después Margaret Clifford, condesa de Cumberland. El matrimonio se consumó en 1577, cuando George Clifford tenía alrededor de 19 años. El matrimonio tuvo tres hijos: Robert y Francis, fallecidos ambos antes de alcanzar la edad de 5 años, y Anne Clifford, que fue su heredera. El matrimonio no fue feliz, ya que la propensión de George Clifford en la corte a aventuras amorosas y sus hábitos de juego, que le obligaron incluso a vender parte de sus tierras, llevaron a la separación matrimonial.

### Vida en la corte
La vida en la corte significó que George Clifford pasara una cantidad considerable de su tiempo en el sur de Inglaterra, lejos de las fincas de su familia. Como resultado, el castillo de Brougham, una de sus propiedades en el norte, fue descuidado y abandonado. Los otros cortesanos que acompañaban a George comentaron acerca de su educación norteña, escribiendo al mayordomo de Robert Devereux, 2.º conde de Essex comentándole que lo detestaban, ya que para ellos era "el Earl más más maleducado debido a su crianza norteña".

### Campeón de la reina y KG

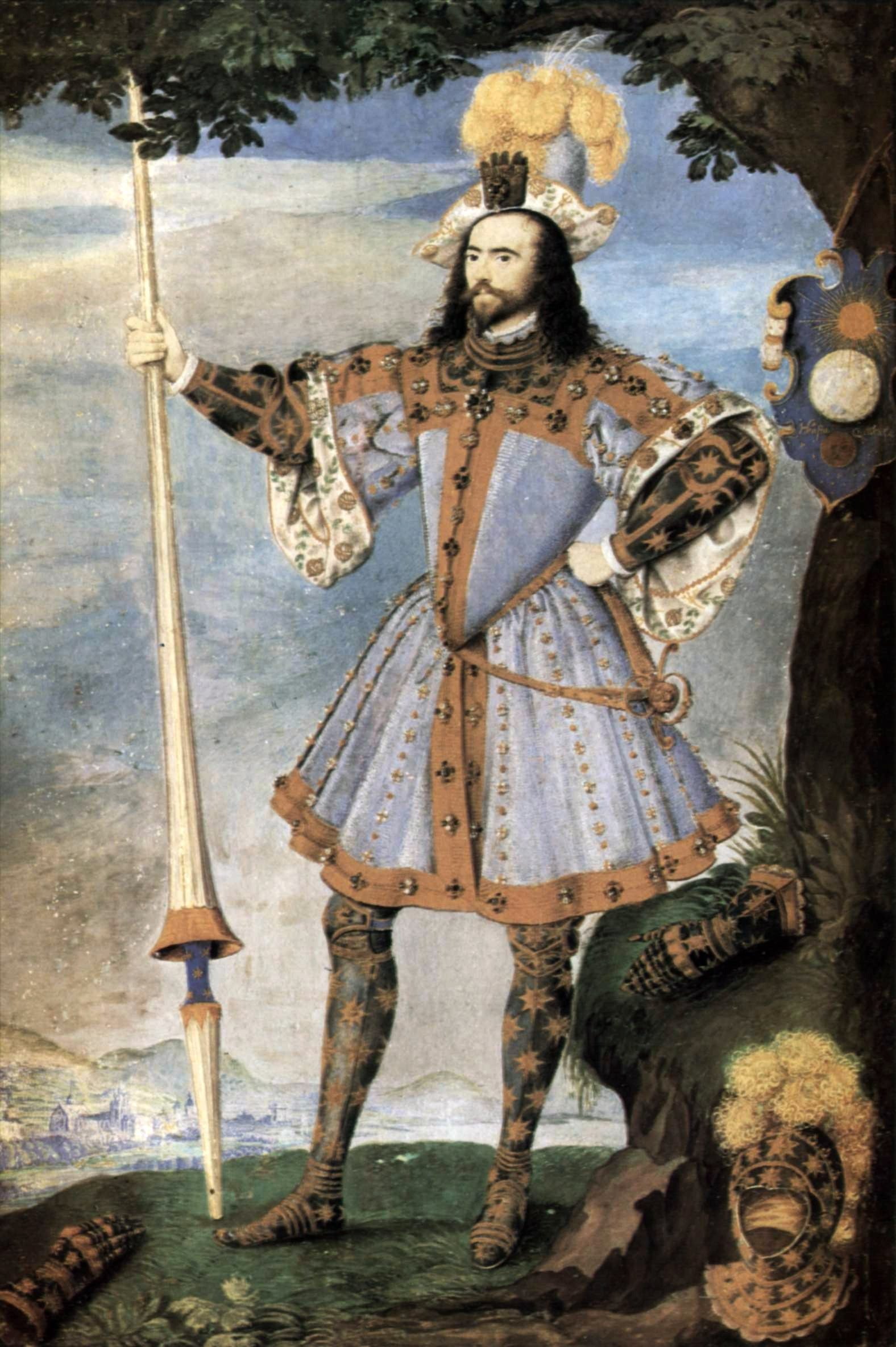
George Clifford vestido como el campeón de la reina, miniatura del retrato por Nicolás Hilliard, circa 1590

Clifford se afianzó en la corte como un consumado exitoso caballero en las justas y se convirtió en el segundo campeón de la reina Elizabeth tras el retiro de Sir Henry Lee de Ditchley. Una miniatura de retrato de Nicholas Hilliard (1590) conmemora la cita, mostrándole con un traje que se inclina con el guante de la reina fijado a su sombrero como muestra de su favor. Ella lo hizo caballero de orden de la Jarretera en 1592 y él se sentó como par noble en el juicio de María Reina de Escocia. Clifford se involucró en la formación de la Compañía Británica de las Indias Orientales.

### Carrera naval
Él comandó el galeón Bonaventure Elizabeth en la guerra anglo-española de 1585, durante la cual tuvo poco éxito, pero tuvo mejores resultados en batallas navales posteriores contra la flota española en el Caribe. Dirigió e invirtió en una serie de expediciones, pero muchas fracasaron debido al mal tiempo o a la falta de buenos botines. Su primer éxito fue un viaje a las Azores en 1589, tomando una serie de botines portugueses y españoles. Él ayudó a preparar una expedición con Walter Raleigh que llevó a la Batalla de Flores en 1592 y a la captura del carrack ricamente cargado de Madre de Deus en la Isla de Flores en las Azores. A finales de 1593, Clifford financió tres barcos para una nueva expedición a las Azores, que dio lugar a la Acción del Faial entre los ingleses y una flota conjunta hispano-portuguesa.
Comisionó la construcción de su propio barco, la "Plaga de la Malicia", de 38 cañones. Durante la batalla de San Juan en 1598, alcanzó la fama por haber capturado brevemente el Fuerte San Felipe del Morro, la ciudadela que protege San Juan, Puerto Rico. Clifford y su fuerza de hombres habían llegado a Puerto Rico el 15 de junio de 1598, pero en noviembre de ese año habían huido de la isla debido a la dura resistencia civil. Toda la gran riqueza que obtuvo de sus botines se perdió en las justas y las carreras de caballos hasta que finalmente se vio obligado a vender sus tierras heredadas.

### Matrimonio e hijos
En 1577, George se casó con Lady Margaret Russell (1560-1616), una hija de su guardián Francis Russell, conde de Bedford, que había adquirido, así como su valiosa tutela, el derecho a casarse con quien él eligiera. Por su esposa tuvo hijos:
- Sir Robert Clifford (21 de septiembre de 1585 - 24 de mayo de 1591), murió joven antes de los 5 años
- Francis Clifford (1584 - diciembre de 1589), murió joven antes de los 5 años
- Lady Anne Clifford, suo jure 14.ª Baronesa de Clifford (30 de enero de 1590 - 22 de marzo de 1676), hija y única heredera, esposa de Richard Sackville, 3er Conde de Dorset

### Muerte y entierro

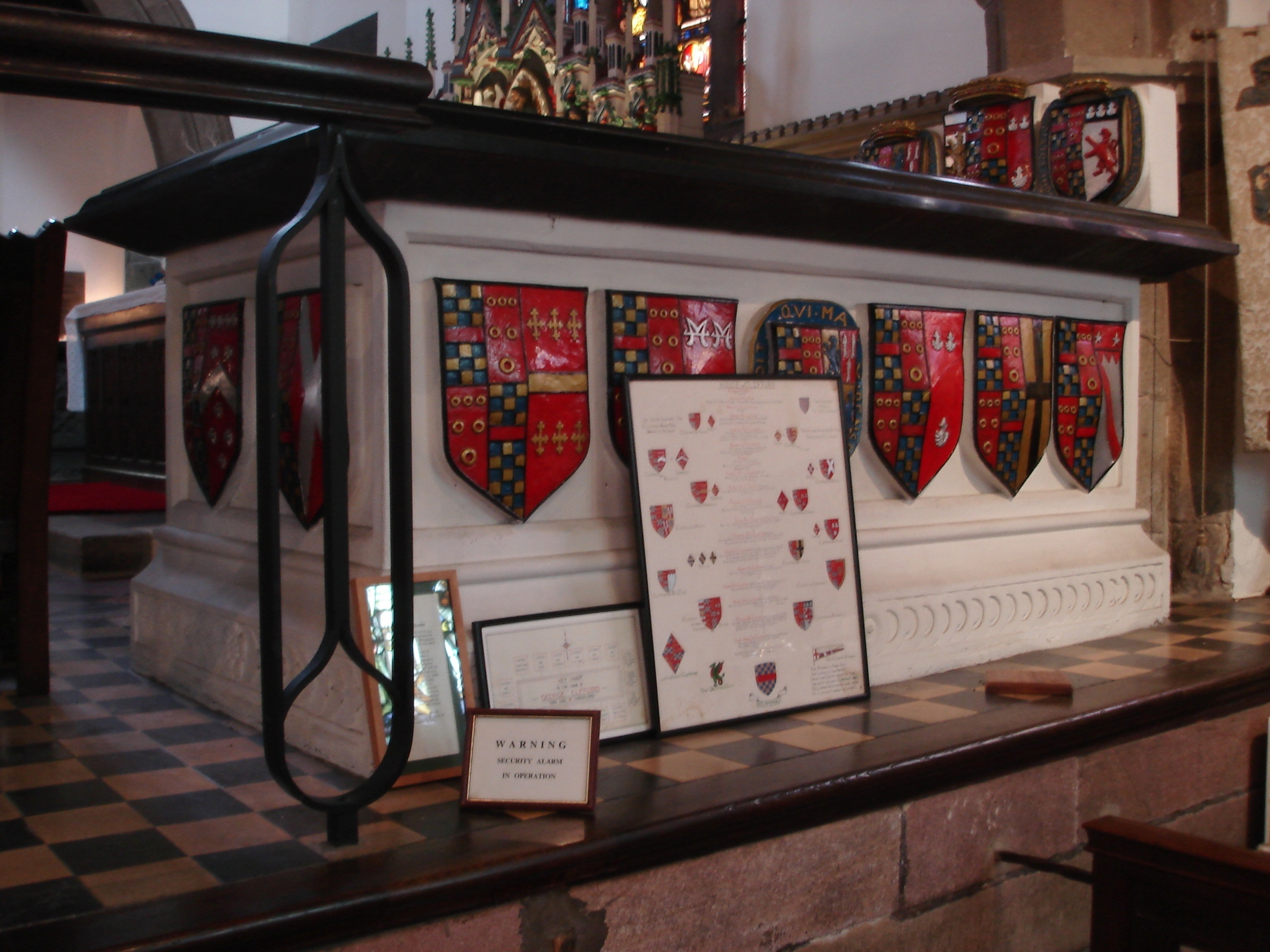
Tumba de George Clifford en Holy Trinity Church, Skipton

Murió el 30 de octubre de 1605 en el barrio de The Savoy, que entonces formaba parte de Middlesex, con sólo 48 años de edad, siendo enterrado en el panteón familiar en Skipton que está profusamente decorado con heráldica, mostrando los emblemas de los Clifford (Gules, seis anulets o 3,2,1 ) de quienes heredó el castillo de Appleby y extensas propiedades en Westmorland así como también las armas de los precursores paternos de la esposa de George: Beauchamp, De Roos, Percy, Dacre, Berkeley, Neville, etc.

### Sucesión
Sus dos hijos, Robert y Francis, habían muerto jóvenes antes de la edad de 5 años, así que su hija y única niña superviviente Anne Clifford se convirtió en su única heredera. Heredó el título de Barón de Clifford suo jure, que habiendo sido creado por escritura en 1299 fue capaz de descender en la línea femenina. También heredó 15 000 libras esterlinas. Legó su título, y parte de su tierra, a su hermano Francisco Clifford, 4.º conde de Cumberland, lo que condujo a una prolongada disputa legal entre su viuda, en nombre de su hija, y la familia del hermano.

## Armadura

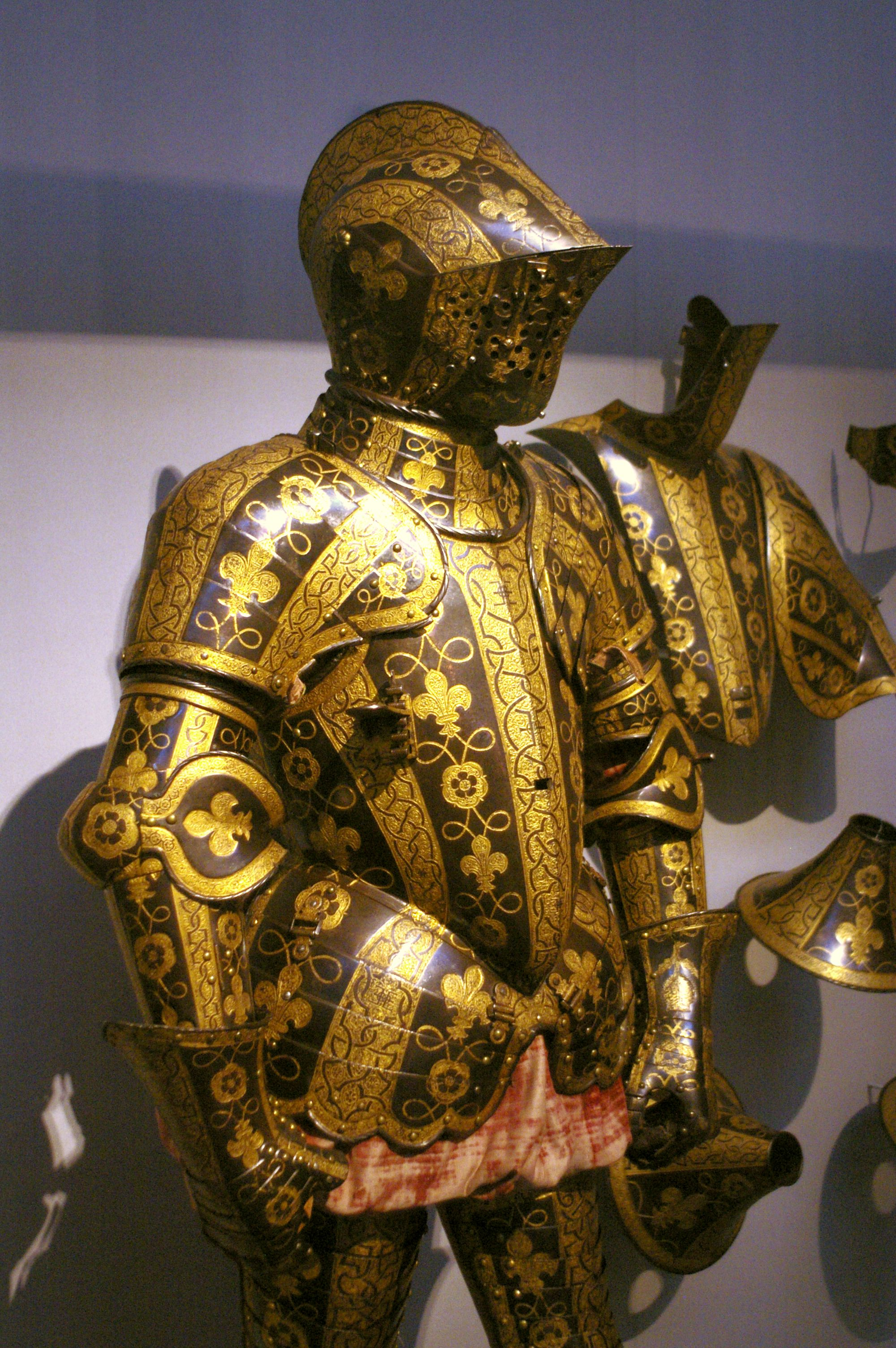
La armadura de torneo de Sir George Clifford, Museo Metropolitano de Arte, Nueva York

La armadura de torneo de Sir George Clifford sobrevive y es considerada la pieza superviviente más fina del período de Tudor. Como la armadura de Clifford, campeón de la reina, habría sido de incomparable en belleza. Fue hecho en la armería de Greenwich establecida por el rey Enrique VIII de Inglaterra, y un dibujo de la misma se incluye en el álbum de Jacob, un libro de diseños de 29 armaduras diferentes para varios caballeros isabelinos. La armadura de Clifford, que forma parte de una colección, que incluye muchas piezas de intercambio, incluyendo una guardia mayor, un casco extra, un shaffron y varios guardias de lanza. Estas piezas extras permitieron al usuario modificar su armadura para diferentes formas de combate de torneo. La armadura es de acero azulado y está grabada e incrustada con elaborados diseños dorados, incorporando columnas alternadas de flores de lis y rosas Tudor, con la letra E para la reina Isabel I de Inglaterra. Actualmente se encuentra en la sala de Armaduras del Museo Metropolitano de Arte en Nueva York, junto a los dos trajes de armadura de Sir James Scudamore que también se hicieron en el arsenal de Greenwich.

## En la literatura
En la novela de Virginia Woolf, Orlando: A Biography, el "conde de Cumberland" descubre a Orlando y su amante durmiendo entre su carga y cree que son los fantasmas enviados para castigarle por su actos de piratería. En su terror, el Conde se compromete a volver a caminar por el buen camino y, en arrepentimiento, funda una hilera de hospicios. Aunque no se menciona explícitamente, el Conde mencionado debe ser el tercer Conde, debido a la acción relevante en la novela que ocurre poco después de la muerte de la reina Isabel I de Inglaterra.

## Ancestros
|  |                                             |  |  |  |  |  |  |  |  |  |  |  |  |  |  |  |
|  | 16. John Clifford, IX barón de Clifford     |  |  |  |  |  |  |  |  |  |  |  |  |  |  |  |
|  |                                             |  |  |  |  |  |  |  |  |  |  |  |  |  |  |  |
|  |                                             |  |  |  |  |  |  |  |  |  |  |  |  |  |  |  |
|  | 8. Henry Clifford, X barón de Clifford      |  |  |  |  |  |  |  |  |  |  |  |  |  |  |  |
|  |                                             |  |  |  |  |  |  |  |  |  |  |  |  |  |  |  |
|  |                                             |  |  |  |  |  |  |  |  |  |  |  |  |  |  |  |
|  | 17. Margaret Bromflete                      |  |  |  |  |  |  |  |  |  |  |  |  |  |  |  |
|  |                                             |  |  |  |  |  |  |  |  |  |  |  |  |  |  |  |
|  |                                             |  |  |  |  |  |  |  |  |  |  |  |  |  |  |  |
|  | 4. Henry Clifford, I conde de Cumberland    |  |  |  |  |  |  |  |  |  |  |  |  |  |  |  |
|  |                                             |  |  |  |  |  |  |  |  |  |  |  |  |  |  |  |
|  |                                             |  |  |  |  |  |  |  |  |  |  |  |  |  |  |  |
|  | 18. Sir John St. John de Bletso             |  |  |  |  |  |  |  |  |  |  |  |  |  |  |  |
|  |                                             |  |  |  |  |  |  |  |  |  |  |  |  |  |  |  |
|  |                                             |  |  |  |  |  |  |  |  |  |  |  |  |  |  |  |
|  | 9. Anne St. John                            |  |  |  |  |  |  |  |  |  |  |  |  |  |  |  |
|  |                                             |  |  |  |  |  |  |  |  |  |  |  |  |  |  |  |
|  |                                             |  |  |  |  |  |  |  |  |  |  |  |  |  |  |  |
|  | 19. Alice Bradshaigh                        |  |  |  |  |  |  |  |  |  |  |  |  |  |  |  |
|  |                                             |  |  |  |  |  |  |  |  |  |  |  |  |  |  |  |
|  |                                             |  |  |  |  |  |  |  |  |  |  |  |  |  |  |  |
|  | 2. Henry Clifford, II conde de Cumberland   |  |  |  |  |  |  |  |  |  |  |  |  |  |  |  |
|  |                                             |  |  |  |  |  |  |  |  |  |  |  |  |  |  |  |
|  |                                             |  |  |  |  |  |  |  |  |  |  |  |  |  |  |  |
|  | 20. Henry Percy, IV conde de Northumberland |  |  |  |  |  |  |  |  |  |  |  |  |  |  |  |
|  |                                             |  |  |  |  |  |  |  |  |  |  |  |  |  |  |  |
|  |                                             |  |  |  |  |  |  |  |  |  |  |  |  |  |  |  |
|  | 10. Henry Percy, V conde de Northumberland  |  |  |  |  |  |  |  |  |  |  |  |  |  |  |  |
|  |                                             |  |  |  |  |  |  |  |  |  |  |  |  |  |  |  |
|  |                                             |  |  |  |  |  |  |  |  |  |  |  |  |  |  |  |
|  | 21. Lady Maud Herbert                       |  |  |  |  |  |  |  |  |  |  |  |  |  |  |  |
|  |                                             |  |  |  |  |  |  |  |  |  |  |  |  |  |  |  |
|  |                                             |  |  |  |  |  |  |  |  |  |  |  |  |  |  |  |
|  | 5. Lady Margaret Percy                      |  |  |  |  |  |  |  |  |  |  |  |  |  |  |  |
|  |                                             |  |  |  |  |  |  |  |  |  |  |  |  |  |  |  |
|  |                                             |  |  |  |  |  |  |  |  |  |  |  |  |  |  |  |
|  | 22. Sir Robert Spencer                      |  |  |  |  |  |  |  |  |  |  |  |  |  |  |  |
|  |                                             |  |  |  |  |  |  |  |  |  |  |  |  |  |  |  |
|  |                                             |  |  |  |  |  |  |  |  |  |  |  |  |  |  |  |
|  | 11. Catherine Spencer                       |  |  |  |  |  |  |  |  |  |  |  |  |  |  |  |
|  |                                             |  |  |  |  |  |  |  |  |  |  |  |  |  |  |  |
|  |                                             |  |  |  |  |  |  |  |  |  |  |  |  |  |  |  |
|  | 23. Lady Eleanor Beaufort                   |  |  |  |  |  |  |  |  |  |  |  |  |  |  |  |
|  |                                             |  |  |  |  |  |  |  |  |  |  |  |  |  |  |  |
|  |                                             |  |  |  |  |  |  |  |  |  |  |  |  |  |  |  |
|  | 1. George Clifford, 3rd Earl of Cumberland  |  |  |  |  |  |  |  |  |  |  |  |  |  |  |  |
|  |                                             |  |  |  |  |  |  |  |  |  |  |  |  |  |  |  |
|  |                                             |  |  |  |  |  |  |  |  |  |  |  |  |  |  |  |
|  | 24. Humphrey Dacre, I barón Dacre           |  |  |  |  |  |  |  |  |  |  |  |  |  |  |  |
|  |                                             |  |  |  |  |  |  |  |  |  |  |  |  |  |  |  |
|  |                                             |  |  |  |  |  |  |  |  |  |  |  |  |  |  |  |
|  | 12. Thomas Dacre, II barón Dacre            |  |  |  |  |  |  |  |  |  |  |  |  |  |  |  |
|  |                                             |  |  |  |  |  |  |  |  |  |  |  |  |  |  |  |
|  |                                             |  |  |  |  |  |  |  |  |  |  |  |  |  |  |  |
|  | 25. Mabel Parr                              |  |  |  |  |  |  |  |  |  |  |  |  |  |  |  |
|  |                                             |  |  |  |  |  |  |  |  |  |  |  |  |  |  |  |
|  |                                             |  |  |  |  |  |  |  |  |  |  |  |  |  |  |  |
|  | 6. William Dacre, III barón Dacre           |  |  |  |  |  |  |  |  |  |  |  |  |  |  |  |
|  |                                             |  |  |  |  |  |  |  |  |  |  |  |  |  |  |  |
|  |                                             |  |  |  |  |  |  |  |  |  |  |  |  |  |  |  |
|  | 26. Sir Robert de Greystock                 |  |  |  |  |  |  |  |  |  |  |  |  |  |  |  |
|  |                                             |  |  |  |  |  |  |  |  |  |  |  |  |  |  |  |
|  |                                             |  |  |  |  |  |  |  |  |  |  |  |  |  |  |  |
|  | 13. Elizabeth Greystoke, baronesa Greystoke |  |  |  |  |  |  |  |  |  |  |  |  |  |  |  |
|  |                                             |  |  |  |  |  |  |  |  |  |  |  |  |  |  |  |
|  |                                             |  |  |  |  |  |  |  |  |  |  |  |  |  |  |  |
|  | 27. Lady Elizabeth Grey                     |  |  |  |  |  |  |  |  |  |  |  |  |  |  |  |
|  |                                             |  |  |  |  |  |  |  |  |  |  |  |  |  |  |  |
|  |                                             |  |  |  |  |  |  |  |  |  |  |  |  |  |  |  |
|  | 3. Hon. Anne Dacre                          |  |  |  |  |  |  |  |  |  |  |  |  |  |  |  |
|  |                                             |  |  |  |  |  |  |  |  |  |  |  |  |  |  |  |
|  |                                             |  |  |  |  |  |  |  |  |  |  |  |  |  |  |  |
|  | 28. John Talbot, III conde de Shrewsbury    |  |  |  |  |  |  |  |  |  |  |  |  |  |  |  |
|  |                                             |  |  |  |  |  |  |  |  |  |  |  |  |  |  |  |
|  |                                             |  |  |  |  |  |  |  |  |  |  |  |  |  |  |  |
|  | 14. George Talbot, IV conde de Shrewsbury   |  |  |  |  |  |  |  |  |  |  |  |  |  |  |  |
|  |                                             |  |  |  |  |  |  |  |  |  |  |  |  |  |  |  |
|  |                                             |  |  |  |  |  |  |  |  |  |  |  |  |  |  |  |
|  | 29. Lady Catherine Stafford                 |  |  |  |  |  |  |  |  |  |  |  |  |  |  |  |
|  |                                             |  |  |  |  |  |  |  |  |  |  |  |  |  |  |  |
|  |                                             |  |  |  |  |  |  |  |  |  |  |  |  |  |  |  |
|  | 7. Lady Elizabeth Talbot                    |  |  |  |  |  |  |  |  |  |  |  |  |  |  |  |
|  |                                             |  |  |  |  |  |  |  |  |  |  |  |  |  |  |  |
|  |                                             |  |  |  |  |  |  |  |  |  |  |  |  |  |  |  |
|  | 30. William Hastings, I barón Hastings      |  |  |  |  |  |  |  |  |  |  |  |  |  |  |  |
|  |                                             |  |  |  |  |  |  |  |  |  |  |  |  |  |  |  |
|  |                                             |  |  |  |  |  |  |  |  |  |  |  |  |  |  |  |
|  | 15. Anne Hastings, condesa de Shrewsbury    |  |  |  |  |  |  |  |  |  |  |  |  |  |  |  |
|  |                                             |  |  |  |  |  |  |  |  |  |  |  |  |  |  |  |
|  |                                             |  |  |  |  |  |  |  |  |  |  |  |  |  |  |  |
|  | 31. Lady Katherine Neville                  |  |  |  |  |  |  |  |  |  |  |  |  |  |  |  |
|  |                                             |  |  |  |  |  |  |  |  |  |  |  |  |  |  |  |
|  |                                             |  |  |  |  |  |  |  |  |  |  |  |  |  |  |  |